# Kerk van Friens
De Kerk van Friens in een kerkgebouw in Friens, gemeente Leeuwarden, in de Nederlandse provincie Friesland.

## Beschrijving
Bij opgravingen zijn fundamenten gevonden van een tufstenen kerk die daar in de 13e eeuw stond. Tot 1580 had Friens een eigen pastoor, die naast zijn kerkelijke plichten leefde van het kerkenland. Dat land bewerkte hij zelf. Toen de katholieke kerkdiensten in 1580 verboden werden heeft men het altaar uit de kerk gesloopt. Er werd een samenwerkingsverband met Idaard gezocht omdat Friens, door het geringe aantal inwoners, een eigen dominee niet kon bekostigen.
In 1704 werd de toren van de kerk afgebroken. Hij bracht een bedrag groot ƒ139,00 op. Het uurwerk uit de toren werd opgeborgen en de klok stond op het kerkhof. Vanaf 1720 hing de klok, naar voorbeeld van de kerk in Sijbrandaburen, in een houten torentje.
Het huidige kerkgebouw van Friens is gebouwd is 1795, het jaar waarin de Franse tijd begon. Het verklaart de bijzondere omstandigheid dat de familiewapens niet uit de grafstenen, die nu nog in de kerk liggen, zijn gehakt. Het kerkgebouw was op het moment dat zij gebouwd werd, niet zichtbaar en ook niet bereikbaar, waardoor ze gespaard bleven voor de vernielingen.
In 1886 werd de kerk aan de eisen van die tijd verbouwd. Alle grote grafstenen werden rechtop gezet en de banken werden afgebroken en als brandhout verkocht. Een nieuw interieur werd gemaakt en de kuipvormige kansel kreeg een kathedervorm. De kansel is bij de kerkrestauratie van 1989 gehandhaafd.
De westgevel en de toren dateren uit 1906 en zijn ontworpen door de architect Hendrik Kramer.
Na de Tweede Wereldoorlog raakte de kerk weer in verval. Bij de restauratie in 1989 is het interieur weer zo gemaakt als het er in 1887 heeft uitgezien.

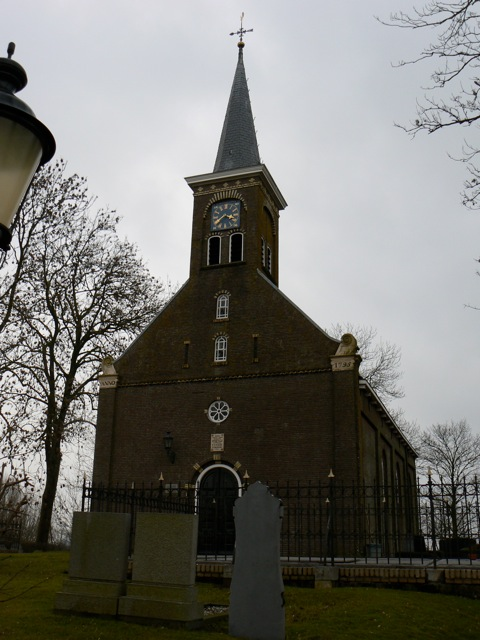
kerk van Friens
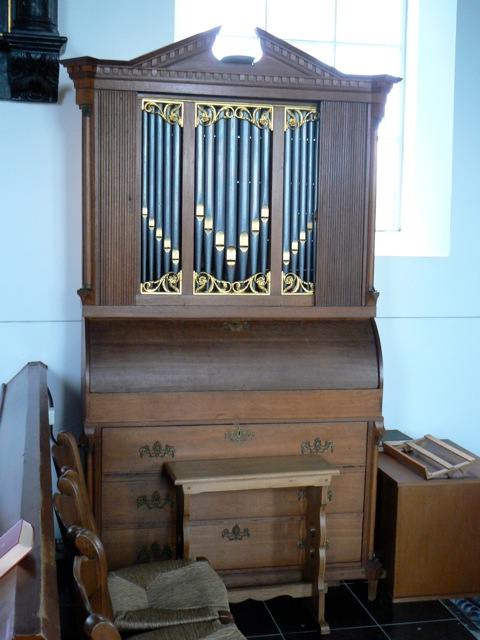
kerkorgel uit 1819
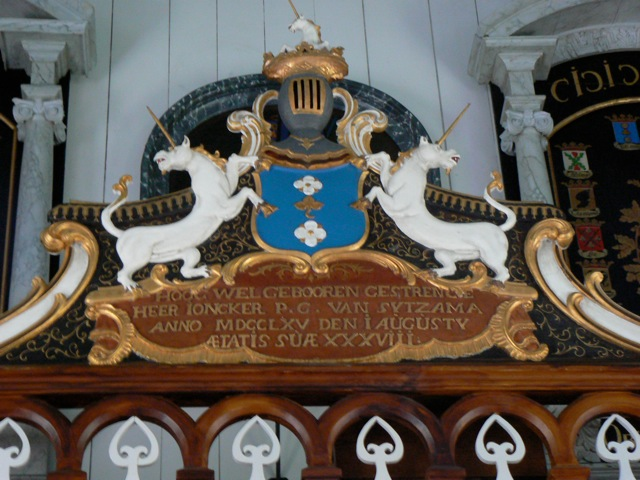
de familie Van Sytzema heeft een belangrijke rol gespeeld
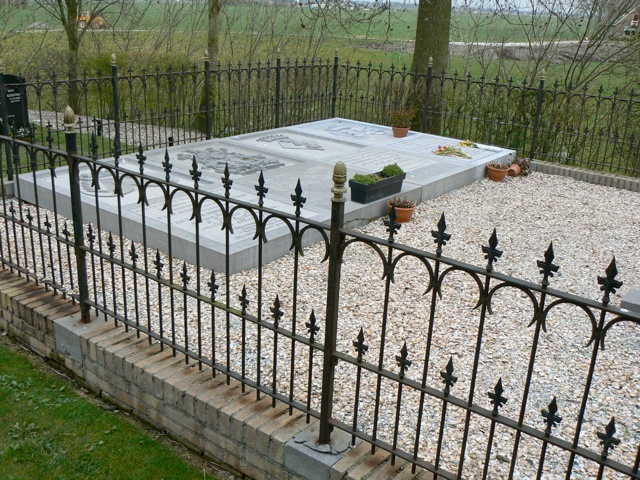
Op het kerkhof hebben de van Sytzema’s hun eigen familiegraven
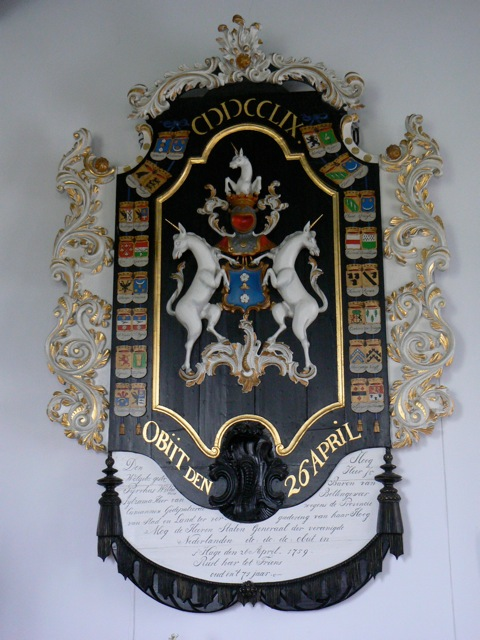
Rouwbord van de familie van Sytzama
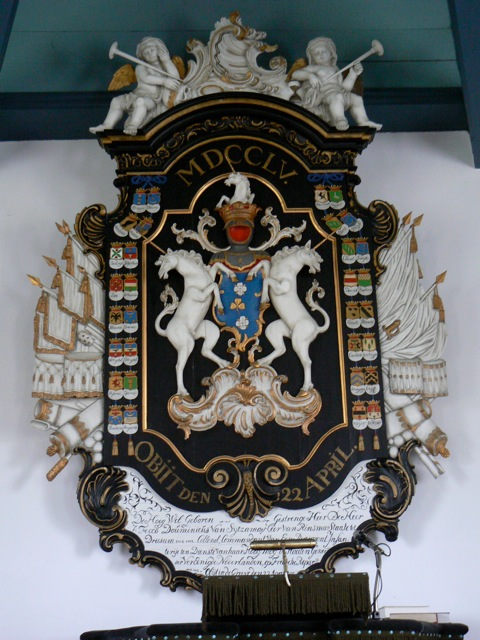
Rouwbord van de familie van Sytzama
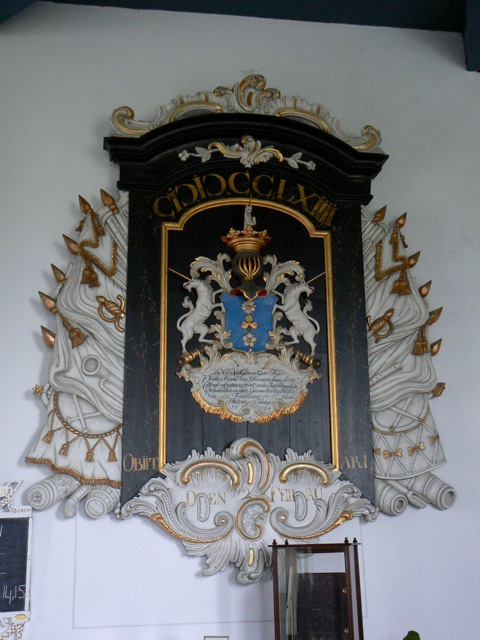
Rouwbord van de familie van Sytzama